# Горшенкова, Мария Николаевна
Мари́я Никола́евна Горшенко́ва (1857—1938) — артистка балета и педагог, балерина Мариинского театра в 1876—1893 годах; первая исполнительница партии Гамзатти в балете Мариуса Петипа «Баядерка» (1877).

## Биография
Окончила балетное отделение Петербургского театрального училища. Ученица Л. Иванова, А. Богданова и Х. Иогансона.
В 1876 году была принята в Мариинский театр. Дебютировала в партии Жизели в одноимённом балете Адольфа Адана. В январе следующего, 1877 года, исполнила партию Гамзатти в премьере нового балета Петипа «Баядерка».
Танец Горшенковой отличался воздушностью и вместе с тем энергичностью, темпераментом. Легкая, воздушная танцовщица, обладавшая редким мастерством баллона — умению как бы зависать в воздухе на прыжке. После ухода из театра Екатерины Вазем получила её звание балерины и часть принадлежащих её ролей. В 1887—1889 годах посылалась дирекцией Императорских театров выступать на московской сцене, в Большом театре.
Оставив сцену в 1893 году, в 1890-х годах она преподавала в Петербургском театральном училище. Среди её учениц в театре была балерина Любовь Егорова.

## Репертуар
- Жизель, «Жизель»
- Пахита, «Пахита»
- «Катарина, дочь разбойника»
- Медора, «Корсар»
- «Сатанилла»
- «Конёк-Горбунок»
- «Царь Кандавл»
- Китри, «Дон Кихот»
- Аспиччия, «Дочь фараона»
- 23 января 1877 — Гамзатти*, «Баядерка» Мариуса Петипа (Никия — Екатерина Вазем, Солор — Лев Ива́нов)
- Воислава, «Млада»
- Клавдия, «Весталка»

(*) — первая исполнительница партии